# Tomasz Tarasin

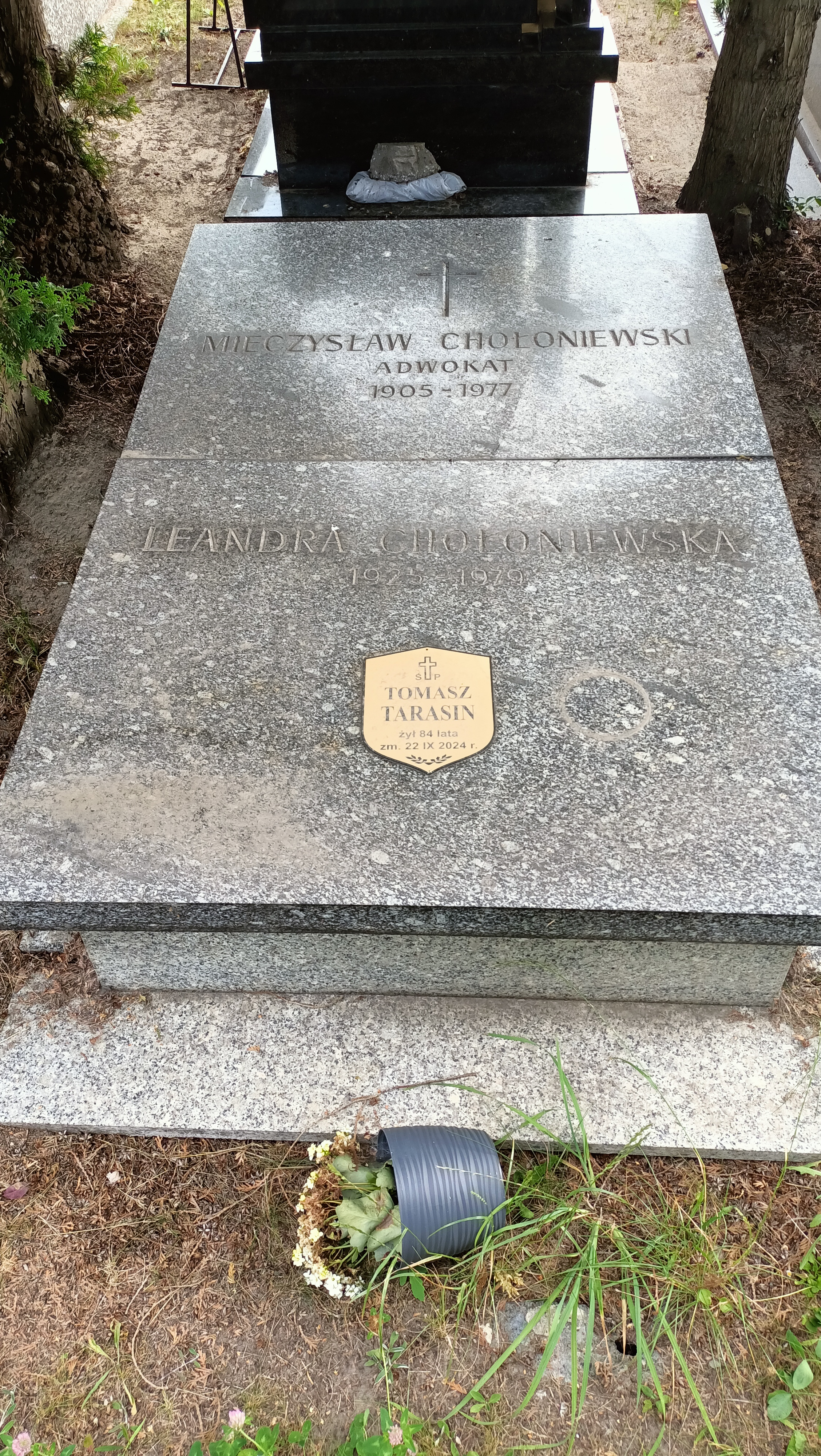
Grób Tomasza Tarasina na Cmentarzu Komunalnym Północnym w Warszawie

Tomasz Tarasin (ur. 8 marca 1940 w Olkuszu, zm. 22 września 2024) – polski operator filmowy i telewizyjny.

## Życiorys
W 1966 roku ukończył studia na Wydziale Operatorskim PWSTiF w Łodzi.
Pochowany na Cmentarzu na Wólce Węglowej w Warszawie (kwatera E-III-7, rząd 7, grób 5).

## Filmografia
- Plebania (2000–2007)
- Czułość i kłamstwa (1999–2000)
- Złotopolscy (1997–2007)
- Historia o proroku Eliaszu z Wierszalina (1997)
- Latające machiny kontra Pan Samochodzik (1991)
- Między ustami a brzegiem pucharu (1987)
- Nad Niemnem (1987)
- Czarne Stopy (1986)